# Liste der Bodendenkmäler in Dormagen
Die Liste der Bodendenkmäler in Dormagen enthält die denkmalgeschützten unterirdischen baulichen Anlagen, Reste oberirdischer baulicher Anlagen, Zeugnisse tierischen und pflanzlichen Lebens und paläontologischen Reste auf dem Gebiet der Stadt Dormagen im Rhein-Kreis Neuss in Nordrhein-Westfalen (Stand: Dezember 2019). Diese Bodendenkmäler sind in Teil B der Denkmalliste der Stadt Dormagen eingetragen; Grundlage für die Aufnahme ist das Denkmalschutzgesetz Nordrhein-Westfalen (DSchG NRW).
| Bild                                                               | Bezeichnung                                                        | Lage                                                                      | Beschreibung | Bauzeit                       | Eingetragen seit | Denkmal- nummer |
| ------------------------------------------------------------------ | ------------------------------------------------------------------ | ------------------------------------------------------------------------- | --- | ----------------------------- | ---------------- | --------------- |
| BW                                                                 | Schulgrundstück, Grundschule Hackenbroich                          | Hackenbroich Burg Hackenbroich Karte                                      | Reste einer mittelalterlichen Burganlage (zweiteilige Niederungsburg), bestehend aus der Hauptburg in Form eines Mottenhügels und einer rechteckigen Vorburg. Haupt- und Vorburg sowie der nordöstliche Graben zeichnen sich noch deutlich ab, trotz der starken Veränderungen, denen das gesamte Gelände durch den Neubau des Schulkomplexes unterworfen wurde. |                               | 15.05.1984       | 5.01            |
| Burganlage Feste Zons                                              | Burganlage Feste Zons                                              | Zons Schlossstraße Karte                                                  | Von der Hauptburgbebauung sind nur der Torturm und Reste der angrenzenden Gebäude erhalten geblieben. Der ehemals die Nord- und Westseite umschließende Graben ist im nördlichen Bereich und an der Südwestseite verfüllt. Bei Ausgrabungen wurden im Innenbereich der Hauptburg die Fundamente zweier Steinkirchen aus dem 10./11./bzw. 13. Jahrhundert sowie die Steintreppe eines weiteren Vorgängerbaues freigelegt. Südwestlich des Torturmes liegt das Schlosstor. An die Westseite der Doppeltoranlage grenzt der innere Graben. In Richtung Süden folgt ein Wall mit Brustwehr und einem anschließenden äußeren Graben. Im Bereich des ehemaligen Fronhofes erbaute 1373 der Kölner Erzbischof Friedrich III. das Schloss Friedestrom, das 1388 durch Mauer und Turm von der Stadt abgetrennt wurde. 1579 zerstörte ein Brand einen Teil der Burganlage, die in der Folgezeit zusehends verfiel.                                                                                            | 10., 11. bzw. 13. Jahrhundert | 01.03.1988       | 5.02            |
| BW                                                                 | Römerkeller                                                        | Dormagen Kölner Straße 36a, im Keller des Pfarrzentrums „Römerhaus“ Karte | Bedeutende Reste eines Vorratskellers, der zu einem ehemaligen Wohnhaus gehörte. Das erhaltene antike Mauerwerk ist an Ort und Stelle im Keller des Pfarrzentrums konserviert worden. |                               | 15.05.1984       | 5.03            |
| BW                                                                 | Römische Militärziegelei                                           | Dormagen Südostecke des Freigeländes des Bayer-Schwimmbades Karte         | Bedeutende Reste einer römischen Ziegelei, archäologische Ausgrabungen und wissenschaftliche Auswertung durch das Rheinische Landesmuseum. Danach Verfüllung des Grabungsgeländes und Konservierung der erhaltenen Mauerreste im Erdreich. |                               | 15.05.1984       | 5.04            |
| BW                                                                 | Römisches Auxiliarkastell                                          | Dormagen Mitte Kölner Str., Nettergasse, Römerstr. Karte                  | Das Auxiliarlager ist obertägig nicht sichtbar. Lediglich vor dem Rathaus sind einige Einzelheiten im Pflaster angedeutet. Das Lager entspricht der Normgröße eines Reiterlagers. Der Innenraum des Lagers und seine Befestigung einschl. Wehrgraben bedecken eine Fläche von 225 m Länge und 200 m Breite. Die vordere Lagerhälfte, die sogenannte Praetentura, ist weitgehend unerforscht, während in der rückwärtigen Lagerhälfte durch archäologische Untersuchungen einige römische Gebäude bereits freigelegt werden konnten. |                               | 23.10.1986       | 5.05            |
| BW                                                                 | Grabhügel                                                          | Hackenbroich Chorbusch Karte                                              | Vorgeschichtlicher Grabhügel (Vorrömische Eisenzeit, Hallstatt). Tumulus mit einem Durchmesser von ca. 22 m, 1,40 m hoch mit einer trichterförmigen Eintiefung im Zentrum. |                               | 29.12.1989       | 5.06            |
| Kloster Knechtsteden                                               | Kloster Knechtsteden                                               | Straberg Knechtsteden Karte                                               | 12. Jahrhundert, mittelalterliche Anlage bestehend aus Klostergebäuden und Klosterkirche, wird im Laufe des 17. Jahrhunderts allmählich durch eine sehr große barocke Anlage ersetzt, die im Jahre 1869 einem Großbrand zum Opfer fällt. 1883–1890 Wiederaufbau. Das Kloster beherbergt heute eine Ausbildungsstätte der Spiritaner. | 12. Jh./17. Jahrhundert       | 11.12.1990       | 5.07            |
|                                                                    | Mittelsteinzeitlicher Fundplatz                                    | Gohr                                                                      | Ackerflur, die durch Oberflächenfunde, Profilgrabung und Pollenanalyse in die mittlere Steinzeit, das Mesolithikum datiert. Es handelt sich um den potentiell wichtigsten Fundplatz aus der Steinzeit im Dormagener Stadtgebiet. |                               | 16.07.1991       | 5.08            |
| BW                                                                 | Grabhügel                                                          | Hackenbroich Chorbusch Karte                                              | Vorgeschichtlicher Grabhügel (Vorrömische Eisenzeit, Hallstatt). Etwas größer und höher als der in der Denkmalliste unter Nr. 158 (5.09) beschriebene Grabhügel. An der östlichen Seite sind relativ tiefe Eingriffe in die ehemals runde Hügelaufschüttung festzustellen. |                               | 06.08.1992       | 5.09            |
| Stadtbefestigung Zons (Wall, Graben, Stadtmauer, Stadttore, Hafen) | Stadtbefestigung Zons (Wall, Graben, Stadtmauer, Stadttore, Hafen) | Zons                                                                      | Mittelalterliche Stadtumwehrung der Stadt Zons. Westlich des erhaltenen Rheintores ist die Befestigung mit Mauer, doppeltem Graben und Wall auf einer Strecke von 250 m gut erhalten vorzufinden. Sie biegt dann nach Süden ein und verläuft weiter bis zur Schloßstraße. Von dem westlichen Stadttor im Bereich der heutigen Schloßstraße sind obertägig keine Reste erhalten, doch kann nach dem derzeitigen Kenntnisstand und im Zusammenhang mit vergleichbaren Objekten davon ausgegangen werden, das bauliche Reste im Boden erhalten sind. Richtung Süden verläuft nur noch ein Graben weiter, der an beiden Seiten durch Basaltblöcke aufgemauert ist. Dieser Graben umschließt die Südwestecke und reich bis zum Schloss. An der Ostseite bildet neben der Mauer der alte Rheinlauf einen natürlichen Schutz. Dieser Rheinarm ist im 19. Jahrhundert verlandet und als Feuchtniederung im Gelände deutlich zu erkennen. In diesem Bereich lag der mittelalterliche frühneuzeitliche Hafen. |                               | 24.03.1998       | 5.10            |
| Siedlung Stadt Zons Altstadt                                       | Siedlung Stadt Zons Altstadt                                       | Zons                                                                      | Mittelalterliche, von Mauer und Graben umsäumte Stadt. Das Stadtbild wird geprägt durch die erhaltene mittelalterliche Straßenführung sowie durch die Pfarrkirche St. Martinus im Westteil und dem Platz vor dem Schloss. Vorgefundene Fundamentreste als auch der wissenschaftliche Kenntnisstand lassen erwarten, dass weitere Zeugnisse der mittelalterlichen Bebauung mit ihren einzelnen Bauphasen im Boden erhalten sind. |                               | 24.03.1998       | 5.11            |
| Pfarrkirche St. Pankratius                                         | Pfarrkirche St. Pankratius                                         | Nievenheim Conrad-Schlaun-Straße 1                                        | Die Backstein-Hallenkirche wurde an einen bestehenden romanischen Turm mit Blendarkaden angebaut. Bei archäologischen Untersuchungen wurden zwei Vorgängerbauten (10.–12. Jahrhundert) nachgewiesen. Die jüngere Kirche wurde bis zur Niederlegung im Jahre 1739 mehrfach umgebaut. | 1741–43                       | 03.09.1998       | 5.12            |
| BW                                                                 | Dachziegelöfen                                                     | Zons Neuer Taubenweg 9 Karte                                              | Östlich von Zons liegt unter einer Scheune am Neuen Taubenweg ein Dachziegelofen. Auf der Preußischen Neuaufnahme von 1895 ist an dieser Stelle eine Ziegelei eingetragen. Erhalten ist eine 12 m × 14 m große, in Ziegel errichtete, unterirdische Ofenanlage mit einem Arbeitsraum und drei Brennkammern. |                               | 06.05.2004       | 5.13            |
|                                                                    | Brunnen                                                            | Gohr Kirchplatz 6                                                         | |                               |                  | 5.14            |
|                                                                    | Kirchhof und Pfarrkirche St. Odilia                                | Gohr Kirchplatz 5                                                         | |                               |                  | 5.15            |
|                                                                    | Vorfeld des römischen Reiterkastells Durnomagus (Römerzeit)        | Dormagen Römerstr. 6–24 und Parkplatz Kulturzentrum                       | |                               |                  | 5.16            |